# Жинкла
Жинкла (фр. Gincla) насеље је и општина у јужној Француској у региону Лангдок-Русијон, у департману Од која припада префектури Лиму.
По подацима из 2011. године у општини је живело 50 становника, а густина насељености је износила 6,54 становника/km². Општина се простире на површини од 7,65 km². Налази се на средњој надморској висини од 570 метара (максималној 1.322 m, а минималној 578 m).

## Демографија
| 1962. | 1968. | 1975. | 1982. | 1990. | 1999. | 2011. |
| ----- | ----- | ----- | ----- | ----- | ----- | ----- |
| 11    | 35    | 19    | 35    | 49    | 43    | 50    |

График промене броја становника у току последњих година